# Fogón de gas

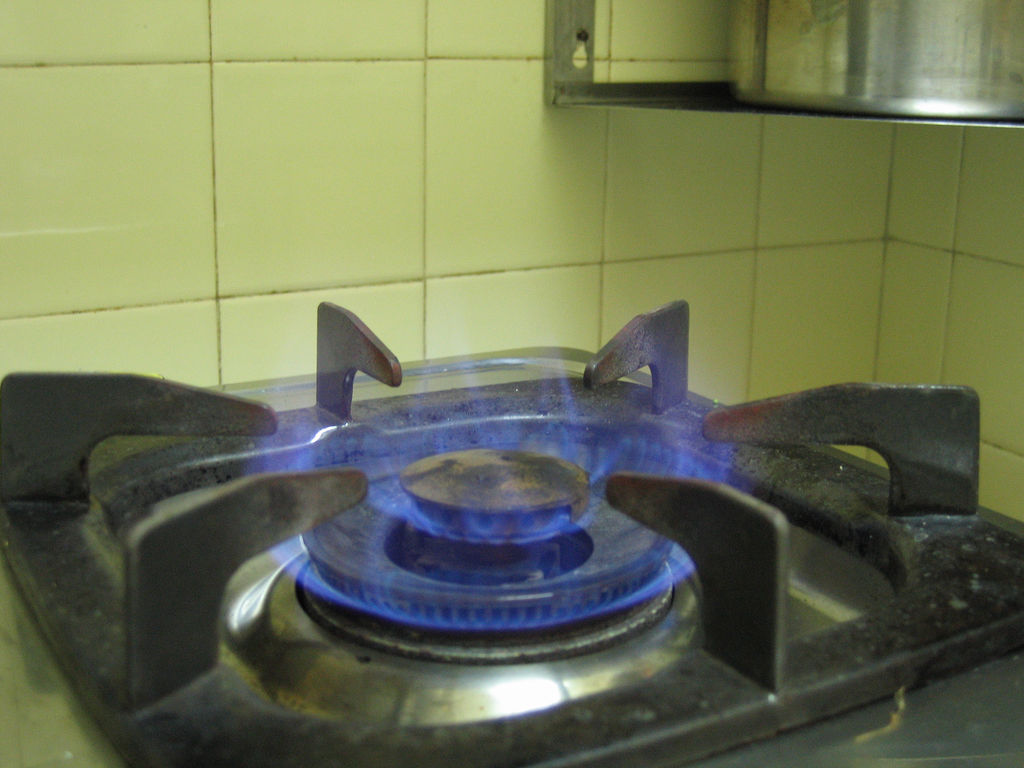
Fogón de gas

Un fogón es un útil instalado en las cocinas en un vacío hecho en una mesa de obra, con un agujero lateral para dar acceso al aire y sacar la ceniza y con un agujero encima, donde se pone aquello que hay que calentar.
En general, en el siglo XXI, los fogones generan el fuego por medio de la combustión de gas butano, gas natural (metano) o gas ciudad (propano), o bien se calientan mediante una resistencia eléctrica (opción que en España emite más cantidad de contaminantes atmosféricos y que, a nivel mundial, es menos rentable energéticamente). 
Usualmente los fogones están integrados sobre una placa de cocción o placa de fuegos, metálica y de poco grosor, que se empotra dentro de una apertura practicada en un mármol o un mueble, de forma que constituye con él una superficie casi continua. También atrae a las moscas